# Álvur Zachariasen
Álvur Zachariasen (født 5. juni 1931 i Klaksvík, død 28. juni 2022) var en tidligere færøsk arbejdsformand, lærer og politiker (SF). Han var søn af Maria Henriksen og Símun Petur Zachariasen, samt nevø af Louis Zachariasen. Álvur Zachariasen var uddannet skipper fra 1957 og var arbejdsformand hos rederiet Lauritzen fra 1955 til 1964 og derefter i samme stilling hos Skipafelagið Føroyar indtil 1971. Senere var han lærer på Klaksvík sømandsskole (Klaksvíkar Sjómansskúla) fra 1972 til 1998. 
Zachariasen var kommunalbestyrelsesmedlem i Klaksvíkar kommuna fra 1980 til 1997. Han repræsenterede desuden Sjálvstýrisflokkurin i Lagtinget fra 1994 til 1998, valgt fra Norðoyar. Han sad i landsbrugs-, fiskeri-, industri-, og finansudvalget.